# Lokomotiva 776
Lokomotivy řady 776 (dříve T 679.0) byly dieselelektrické lokomotivy bývalé ČSD pro těžkou osobní a nákladní dopravu.

## Vývoj
Lokomotivy vznikly spolu s řadou T 678.0 pro nákladní vlaky a do značné míry byly totožné. Na rozdíl od řady T 678.0 ale dostaly parní generátor pro použití v osobní dopravě. Nejprve byl montován generátor Wapor-Heating z NSR o počtu 6 ks, ale brzy začal být používán tuzemský PG 500. Objem palivové nádrže byl snížen z 6 000 l na 3 500 l, čímž vznikl prostor pro vodojem. Počínaje lokomotivou T 679.003 byl výkon snížen na 1 325 kW (1 800 k).
Lokomotivy byly vyráběny v letech 1962-65 o počtu 27 kusů, které byly dodány do depa Praha-Libeň, Plzeň, Zvolen a Vrútky. Tyto stroje byly také oranžové barvy a dostaly přezdívku "Pomeranč".
I když se lokomotivy velmi osvědčily, žádné další exempláře nebyly vyráběny, protože se začaly z SSSR dovážet lokomotivy řady T 679.1. Lokomotivy řady T 679.0 byly dováženy ČKD také do Iráku a v době svého vzniku byly se stroji T 678.0 nejsilnějšími a nejrychlejšími lokomotivami ČSD.
Lokomotivy se během mnoha let osvědčily na náročných kopcovitých tratích. Zvláště působivý byl provoz na těžkých vlacích při plném zatížení.
Změny v jízdních řádech však v letech 1996/1997 ukončily jejich nadměrné používání. Stroj T 679.019 byl zachován jako funkční muzejní lokomotiva v depu Bratislava východ.

## Historické lokomotivy
- 776.019 (ŽSR – Železničné múzeum Slovenskej republiky)